# Тоган (Западно-Казахстанская область)
Тоган (каз. Тоған, до 199? — Кировский гидроузел) — село в Акжаикском районе Западно-Казахстанской области Казахстана. Входит в состав Алгабасского сельского округа. Код КАТО — 273237600.

## Население
В 1999 году население села составляло 265 человек (144 мужчины и 121 женщина). По данным переписи 2009 года, в селе проживало 249 человек (136 мужчин и 113 женщин).